# 11243 de Graauw
A 11243 de Graauw (ideiglenes jelöléssel 2157 T-1) a Naprendszer kisbolygóövében található aszteroida. Cornelis Johannes van Houten,  Ingrid van Houten-Groeneveld és Tom Gehrels fedezte fel 1971. március 25-én.